# Meyer aus den Häusern Lysohn und Druween

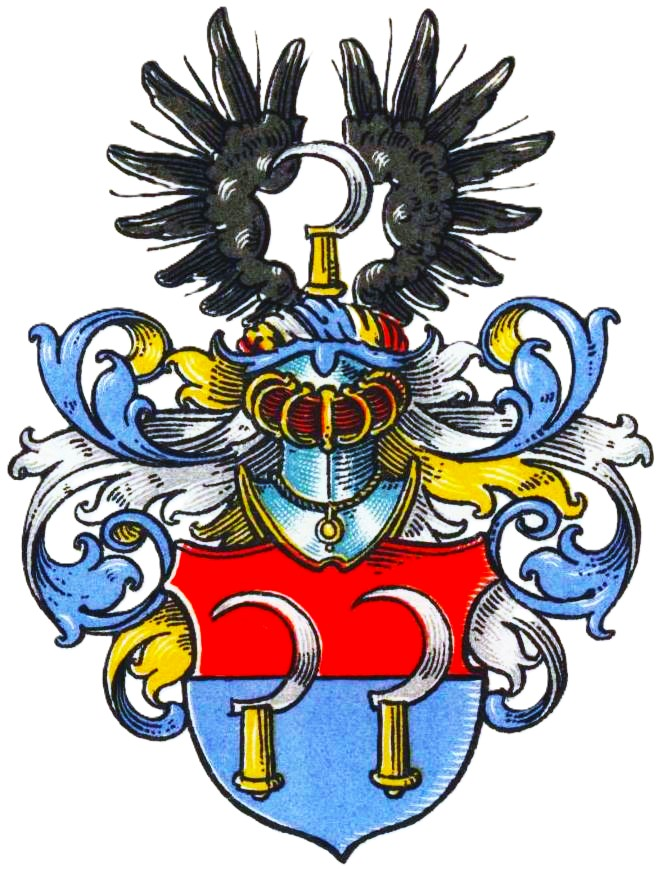
Wappen derer von Meyer aus dem Häusern Lysohn und Druween im Wappenbuch des Westfälischen Adels

Meyer aus den Häusern Lysohn und Druween (schwedisch Meijer) ist der Name eines erloschenen westfälisch-stämmigen schwedisch-baltischen Briefadelsgeschlechts.
Die Familie ist von einer Vielzahl anderer Adelsgeschlechter mit Namen Mayer oder Meyer zu unterscheiden.

## Geschichte

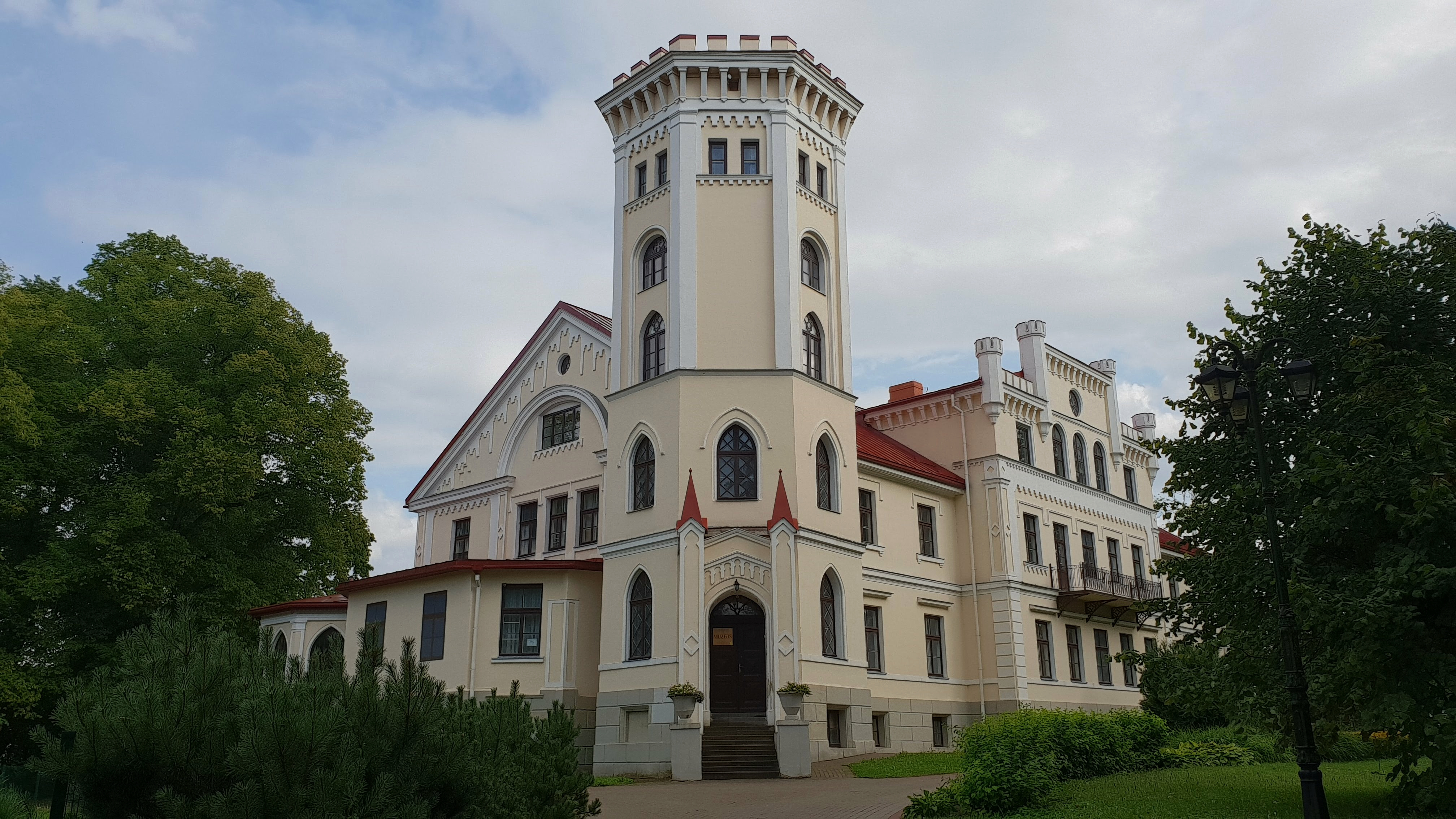
Herrenhaus Lysohn (Lisums), 2018

Das Geschlecht kam aus Westfalen in die Ostseeprovinzen. Stammvater der Familie ist der aus Westfalen stammende Bartold Meyer, 1558 Bäckermeister in Riga. Sein Enkel Valentin Meyer (1601–1674) diente ab 1625 im schwedischen Heer. Er stieg auf bis zum schwedischen Oberst, Inhaber eines deutschen Regiments und Kommandanten von Bröckwörden (1646). 1646 war er Kommandant von Minden in Westfalen, 1656 Kommandant von Birsen im russischen Gouverneursamt sowie im selben Jahr Kommandant der Burg Kauen, die im Jahr zuvor von den Schweden erobert worden war. 1658 bis 1659 war er Kommandant in Riga. 1658 wurde er zum Generalmajor befördert. 1659 war er Oberbefehlshaber von Mitau. 1660 wurde Valentin von Meyer zusammen mit mehreren anderen Personen zu lebenslanger Haft verurteilt, weil er die Festung Mitau dem Feind übergeben hatte, wurde jedoch 1661 auf Fürsprache des Rates in Riga begnadigt und erhielt seine verlorenen Besitztümer zurück. Als Oberst wurde er am 7. August 1645 in den schwedischen Adelsstand erhoben und 1647 unter der Nr. 329 in das Ritterhaus in Stockholm eingeführt. Derselbe kaufte 1651 Nabben in Livland, welches er 1661 wieder verkaufte. Zuvor hatte er 1653 die Anwartschaft auf den Besitz von Lysohn, Druween (litauisch Druvienas pagasts) und Appelthen, Gemeinde Seßwegen in Livland, erhalten. König Karl X. Gustav bestätigte den Besitz im Jahr 1657 und ließ ihn 1661 in den Besitz einweisen. Seine Güter verpfändete er in den Jahren 1670 und 1673. Valentins Enkel Otto Christoph von Meyer wurde 1742 unter der Nr. 69 und 1745/8 unter der Nr. 85 in der Livländischen Adelsmatrikel bei Klasse III verzeichnet.
Folgende Stammfolge ab Stammvater Bartold Meyer ist überliefert:
- Bartold Meyer († 1590), 1558 Bäckermeister in Riga, ⚭ N. N.
  - Eberhard Meyer (* um 1572, † 1643), Goldschmied in Riga, ⚭ 1600 Anna Moller, Tochter des Goldschmieds Valentin Moller
    - Valentin von Meyer (1601–1674), 1641 schwedischer Adelsstand, schwedischer Generalmajor, ⚭ I. Justine von Eben und Brunnen (1616–1637), ⚭ II. Justina Cornelia von Cruse († 1645), ⚭ III. Anna Wolfensköld († 1675), verwitwete Rosenbohm
      - aus I.: Leonhard Friedrich von Meyer (* 1637) zu Lysohn, Druween und Appelthen, lebte 1690 noch, starb unverheiratet
      - aus II.: N. N. (Tochter) ⚭ Eberhard von Meijercrantz (ihr Cousin)
      - aus II.: Gustav von Meyer ⚭ N. N.
        - Gustav Wilhelm von Meyer (* 1677 oder 1680; † nach 16. Januar 1751) zu Lysohn, Druween und Appelthen, 1708 Leutnant, 1713 Hauptmann, später Major, übernahm ca. 1740 Gut Fennern, ⚭ Johanna Regina von Bennet (1687–1749), Erbin von Alt-Fennern
          - Johanna Dorothea von Meyer (1708–1779) ⚭ Johann Reinhold von Baumgarten († 1750)
          - Carl Wilhelm von Meyer (1710–1767), russischer Major, ⚭ 1749 Maria Elisabeth Vestring (* 1716)
            - Johanna Juliane von Meyer (1750–1774), erbte Alt-Fennern, ⚭ Carl Ludwig von Krüdener, Landgerichtsassessor
            - Dorothea Christian von Meyer (1752–1753)
            - Carl Johann von Meyer (1754–1755)
            - Carl Magnus von Meyer (*/† 1756)
            - Christina Louisa von Meyer (1758–1759)

          - Christina Elisabeth von Meyer (1712–1780) ⚭ Carl Wilhelm von Baumgarten (1702–1742), Leutnant
          - Magnus Johann von Meyer (1714–1753), russischer Major, kaufte 1752 Planup und verkaufte es 1762, ⚭ Helena Margaretha von Hartung
            - Carl Gustav von Meyer (* 1755)
            - Magnus Valentin von Meyer (1757–1759)
            - Anna Dorothea von Meyer (* 1759)
            - August Johann von Meyer (1761–1762)

          - Anna Juliana von Meyer (1716–1785) ⚭ Gustav Adolf Borge (1716–1790)

        - Gustav Valentin von Meyer (1685–1752) zu Lysohn und Appelthen, Leutnant, verkaufte Appelthen 1726, ⚭ I. 1714 Johanna Margaretha von Engelhardt († 1738), kinderlos, ⚭ II. Johann Juliana von Ceumern (1694–1769), kinderlos
        - Otto Christoph von Meyer (1686–1750) zu Druween, erhielt Lysohn und Druween restituiert, 1742 in die Livländische Adelsmatrikel verzeichnet, ⚭ Anna von Gartz (1687–1753)
          - Anna Hedwig von Meyer (1719–1773) ⚭ Frans Lämmerhirdt, Sekretär
          - Apollonia von Meyer (1720–1783) ⚭ N. N. von Schawitz
          - Wilhelm Gustav von Meyer (1725–1779), erbte nach Tod des Vaters Druween und nach Tod des Onkels Lysohn, ⚭ I. Christina von Ceumern (1722–1756), ⚭ II. Johanna Augusta von Ceumbern (1730–1780), 1780 Witwe
            - Ebba Agnese Juliana von Meyer (1754–1755)
            - Valentin Burchard von Meyer (1762–1781), Erbe von Lyson und Druween, starb unverheiratet bei der Jagd durch einen Querschläger; Letzter des Geschlechts
            - Juliana Ulrica von Meyer (1765–1766)

          - Johanna Margareta von Meyer (1728–1804), erbte 1781 Lysohn und Druween, ⚭ Baron Iwan Andreewitsch Malama (1749–1815), russischer Leutnant
          - Valentin Gustav von Meyer (1733–1760)

        - Beata Justina von Meyer (1693–1759) ⚭ Johann Michael Langhancke († 1747), Pastor in Wellan

      - aus II.: Cornelia/Beata von Meyer († nach 1694) ⚭ Martin von Löwenstern (1637–1673), Vater von Generalmajor Didrik Johann von Löwenstern
      - aus II.: Anna Magdalena von Meyer ⚭ Carl Rötchen
      - aus III.: Maria Elisabeth von Meyer, starb unverheiratet
      - aus III.: Justina von Meyer, starb unverheiratet
      - aus III.: Anna Christina von Meyer, starb unverheiratet
      - aus III.: Valentin von Meyer (*/† 1653)
      - aus III.: Appolonia von Meyer (* 1658)

    - Bartholomäus Meyer († 1656), 1626 Vikar zu Wenden, Assessor im Konsistorium und Propst, ⚭ I. Anna Schrader († 1649), ⚭ II. Margareta Moller
      - Jürgen (Georg) Meyer (1638–1693), Quartiermeister der livländischen Adelsstandarte, Hauptmann, 1693 gefallen
      - Barthold Meyer (1659–1710), Oberstleutnant bei Skyttes livländischem Infanterieregiment, 1710 bei der Belagerung von Riga gefallen; wurde am 21. März 1688 mit dem Wappen seines Onkels Valentin und dem Namen Mejercrantz geadelt, aber nicht introdoziert; ⚭ Dorothea von Rothausen († 1710)
        - Anna Maria Christina Meyer ⚭ Christer von Brandten auf Semershof, Ecks und Fehtenhol
        - Eva Dorethea Meyer ⚭ Otto Johann von Rönne

      - Heinrich Meyer (* 1670)
      - Jobst Hilmar Meyer (* 1673)
      - Valentin Meyer (* 1673)

Mit dem Tod von Valentin Burchard von Meyer († 1781) starb das Geschlecht im Mannesstamm aus. Die Familiengüter fielen an die Familie des Ehemanns der Schwester seines Vaters, Malama, die auch das Meyersche Wappen erhielten.

## Wappen
Blasonierung: Rot über Blau geteilt, darüberhin nebeneinander zwei silberngezahnte Sicheln mit goldenen Griffen. Auf dem blau-silbern-golden-rot bewulsteten Helm mit blau-silbern-goldenen Helmdecken ein offener schwarzer Flug, dazwischen eine Sichel.

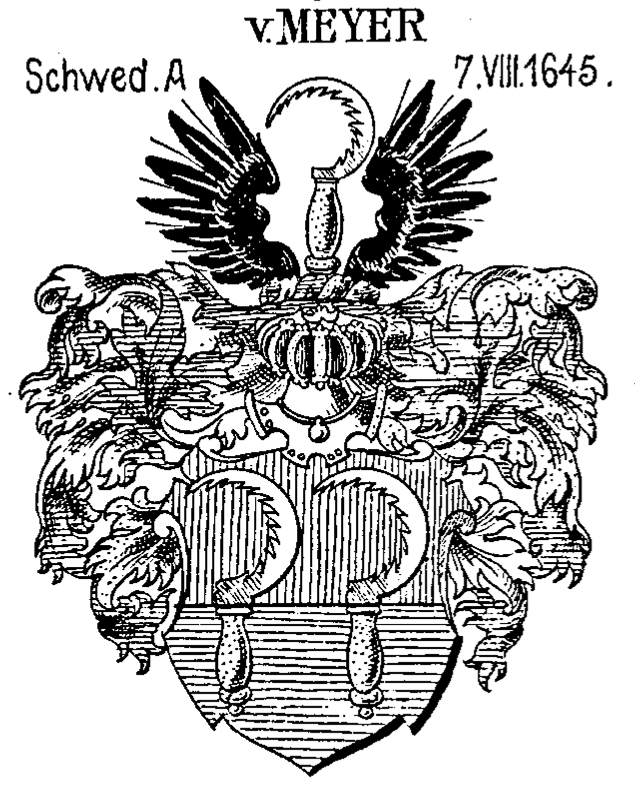
Wappen derer von Meyer in Siebmachers Wappenbuch
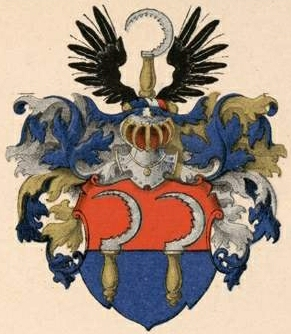
Wappen derer von Meyer im Baltischen Wappenbuch